# Geldern
Geldern (nizozemsko Gelderen),  je mesto v zvezni nemški deželi Severno Porenje - Vestfalija. Je del okrožja Kleve, ki je del upravne regije Düsseldorf.

## Geografija

### Lokacija
Geldern leži v nižinah spodnjega, severnega Porenja, zahodno od Rena. Njegova povprečna nadmorska višina je 27 m. Skozi Geldern teče reka Niers, pritok reke Meuse ( Maas ). Potok Gelderner Fleuth se izliva v Niers v Geldernu.
V bližini je letališče Düsseldorf in letališče Weeze, imenovano tudi letališče Niederrhein (ki se nanaša na regijo Spodnjega Rena).

### Okraji
Geldern je razdeljen na naslednja okrožja:
 

### Sosednja mesta in občine
Geldern meji na Kevelaer in Sonsbeck na severu, Issum na vzhodu, Kerken in Straelen na jugu ter nizozemski občini Venlo in Bergen na zahodu.

## Grb
Prvi grb mesta Geldern je bil ščit s tremi nešpljami, ki se nanaša na dogodek iz legende o zmaju. Gelderski lev, prepoznaven v današnjem grbu, se uporablja že od srednjega veka .

## Zgodovina
Francija 812–843

Srednja Francija 843–855

Kraljevina Lotaringija 855–959

 Vojvodina Spodnja Lorena 959–ca. 1096

 Grofija Gelders cca. 1096–1339

 Vojvodina Gelders 1339–1393

 Vojvodina Jülich 1393–1423

 Vojvodina Gelders 1423–1543

 Habsburška Nizozemska 1543–1556

 Španska Nizozemska 1556–1578

 Nizozemska Nizozemska republika 1578–1587

 Španska Nizozemska 1587–1713

 Prusija 1713–1794

 Francoska republika 1794–1804

 Francosko cesarstvo 1804–1814

 Prusija 1815–1871

 Nemško cesarstvo 1871–1918

 Weimarska republika 1919–1933

 Nacistična Nemčija 1933–1945

 Zahodna Nemčija Nemčija pod zavezniško okupacijo 1945–1949

 Zahodna Nemčija 1949–1990

 Nemčija 1990–trenutno

### Legenda o zmaju
Po ljudski legendi sta se okoli leta 878 lokalna plemiča Wichard in Lupold iz Ponta spopadla z ognjebruhajočim zmajem. Našli so ga pod mušmulo in eden od njiju ga je zabodel s sulico. Umirajoči zmaj je dvakrat ali trikrat zarjul: Gelre! Gelre! V spomin na ta junaški podvig so Pontski gospodje ustanovili mesto Geldern ob sotočju Niersa in Fleutha.

### Srednji vek
Mesto Geldern je bilo prvič dokumentirano okoli leta 900. Uporabljenih je bilo več različic imena: Gelre, Gielra, Gellero, Gelera in podobno. Verjeten prednik grofov Gelders je bil Gerhard Flamens, ki je leta 1020 prejel Wassenberg kot fevd od cesarja Henrika II. Njegov pravnuk Gerhard IV. Wassenberg se je od leta 1096 prvi imenoval grof Gelders (kot Gerhard I.). Naslov "grof" je prišel iz drugih posesti, verjetno po Teisterbantu. Od leta 1125 se je uporabljal le naziv Gelders. Sam Wassenberg je bil leta 1107 podarjen vojvodi Limburškemu (in kasneje Jülichu) kot poročno darilo. Grofje Gelderski so svojo rezidenco preselili v grad v Geldernu, ki je bil zgrajen verjetno okoli tega datuma na križišču Niersa. Grad in spremljajoča srednjeveška naselbina sta bila izvor današnjega mesta in je dala ime tudi grofiji in pozneje vojvodini Gelders .
Naselbina je bila utrjena v 13. stoletju z opečnimi in kamnitim obzidjem in obrambnimi jarki. Obzidje je bilo poimenovano po nebesnih straneh in imela tri mestna vrata. Geldern je dobil mestne pravice leta 1229. Do leta 1343 je bil rezidenca grofov in vojvod Gelderskih, od leta 1347 pa prestolnica zgornje četrti Gelderna. Samostan karmeličanov je bil zgrajen v začetku 14. stoletja.Poznogotska župnijska cerkev Marije Magdalene je bila zgrajena med letoma 1400 in 1418.

### Španska in nizozemska vladavina
Geldern je pogosto v svoji zgodovini ležal na bojišču teritorialnih sporov. Od leta 1543 do 1578 je bil podrejen španski oblasti, nakar so ga zasedli Nizozemci. Geldern se je vrnil pod špansko oblast leta 1587, ki je trajala do leta 1703. V tem obdobju (natančneje med letoma 1662 in 1664) je bil grad Haag (prvič dokumentiran leta 1337, ki se nahaja 1 km severno od Gelderna) razširjen. (Po drugi svetovni vojni je ostal le zunanji zid.)

### 18. stoletje
Od leta 1701 do 1714 je potekala vojna za špansko nasledstvo. Mesto je bilo pod pruskim obleganjem od februarja 1703, vendar se je vdalo šele 21. decembra. Ob koncu vojne je bila z Utrechtsko pogodbo iz leta 1713 prejšnja španska zgornja četrt Gelders razdeljena med štiri sile: Avstrijo, Združene province, Prusijo in vojvodino Jülich . Z večjim delom nekdanje zgornje četrti je Geldern pripadel Prusiji in postal sedež uprave pruskega Geldersa. Pruski kralj Friderik II. je avgusta 1740 obiskal Geldern. Leta 1764 je ukazal porušiti mestne fortifikacije.

### Moderna doba
Med letoma 1794 in 1814 so Geldern zasedli Francozi. Razpustili so stare strukture in ustvarili novo, strožjo upravo. Kanton Geldern je bil del okrožja Cleves, ki je bil del departmaja Roer. Leta 1802 je bil samostan karmeličanov sekulariziran.

Med prusko reorganizacijo uprave je bilo 23. aprila 1816 ustanovljeno okrožje Geldern. To je bilo eno od več kot 40 podeželskih okrožij province Jülich-Cleves-Berg, severne polovice poznejše province Ren. Leta 1863 je bila odprta železniška proga Köln – Krefeld – Geldern – Cleves, leta 1902 pa ozkotirna lokalna proga (zaprta 1932).
V drugi svetovni vojni je bil Geldern večkrat bombardiran, konec leta 1944 in 14. februarja 1945, kar je povzročilo razdejanje v središču mesta. Rešenih je bilo le nekaj hiš, uničenih je bilo okoli 82 %. Močno je bila poškodovana tudi župnijska cerkev, popolnoma uničena je bila glavna stavba gradu Haag. Župnijska cerkev Marije Magdalene je bila obnovljena leta 1952 in preurejena v letih 2003/2004.

## Vera
Prebivalstvo Gelderna je večinoma rimskokatoliško. Obstaja več katoliških cerkva, med drugim zgodovinsko pomembna župnijska cerkev Marije Magdalene na mestnem trgu. Obstajata dve protestantski cerkvi: cerkev Svetega Duha blizu tržnice in ena v soseski Walbeck.

## Teritorialna reorganizacija
Sedanja sestava mesta Geldern je nastala ob teritorialni reorganizaciji Severnega Porenja-Vestfalije 1. julija 1969. Občine Kapellen, Vernum, Pont, Veert in Walbeck so bile vključene v Geldern.
1. januarja 1975 so bili nekdanji okrožji Cleves in Geldern ter deli okrožij Moers in Rees združeni v novo okrožje Cleves.

## Kultura in turizem

### Zgradbe
Obstaja cca. 60 km dolga kolesarska pot vzdolž Fossa Eugeniane, nikoli dokončanega kanala od Rena pri Rheinbergu do Meuse pri Venlu. Pohodništvo je možno okoli nekdanjega gradu Haag, katerega del je še vedno ohranjen in je dom Golfcluba Schloss Haag. Tu je mlinski stolp in refektorij nekdanjega samostana avguštinskih redovnic iz 16. stoletja. V bližini je nekaj mlinov na veter, vključno z enim, ki je oddaljen 1 km od Geldern-Kapellena.